# Jonathan Leria
Jonathan Leria, né le 4 juin 1990 à Décines-Charpieu, dans le Rhône, est un joueur de basket-ball professionnel français. Il mesure 1,98 m et joue au poste d'ailier.

## Biographie
Jonathan est tout d'abord formé au centre de formation de l'Élan béarnais, avec lequel, durant la saison 2008-2009, il joue son premier match professionnel en Pro A, le 24 janvier 2009, contre le Hyères Toulon Var Basket. Ce sera son seul match professionnel de la saison.
À l'issue de la saison 2008-2009, l'Élan béarnais est malheureusement relégué en Pro B et ne peux donc plus, aligner d'équipe dans le championnat espoir de la Ligue nationale de basket-ball (LNB).
Jonathan rejoint donc pour la saison 2009-2010, le centre de formation du Paris-Levallois Basket fraîchement promu en Pro A, et aide son équipe espoirs nouvellement constituée, à atteindre la troisième place lors de la saison régulière, et à aller jusqu'en finale du Trophée du Futur (15,3 points, 4,6 rebonds et 2,1 passes décisives en 30 minutes).
Au mois de juillet 2010, Jonathan signe son premier contrat professionnel avec le Paris-Levallois Basket pour la saison 2010-2011.
Il signe au début de la saison 2011-2012 au Stade olympique maritime boulonnais, club qui évolue en Pro B.
En été 2012, il signe au Aix Maurienne Savoie Basket.

## Clubs
- Avant 2009 :  Élan béarnais Pau-Lacq-Orthez (Pro A)
- 2009-2011 :  Paris-Levallois Basket (Pro A)
- 2011-2012 :  SOM Boulogne (Pro B)
- 2012-2013 : Aix-Maurienne SB (Pro B)
- 2013-2014 :  JSA Bordeaux (N1M)
- 2014-2015 :  UB Chartres (N1M)
- 2015-2016 :  Berck BC (N1M)
- 2016-2017 :  Berck BC (N2M)
- 2017-2018 :  US Aubenas (N1M)
- 2018- :  Étoile de Charleville-Mézières (N1M)